# Parasztbecsület (film, 1982)
A Parasztbecsület (Cavalleria Rusticana) egy 1982-ben bemutatott olasz film, melyet Franco Zeffirelli rendezett, Pietro Mascagni azonos című, 1890-es operája alapján. Főbb szerepekben Plácido Domingo tenort, Jelena Obrazcova mezzo-szopránt és Renato Bruson baritont láthatjuk, hallhatjuk. Georges Prêtre a Teatro alla Scala zenekarának vezénylésével hozta létre a film betétdalát. A film eredetileg televíziós közvetítésre készült, viszont 2003-ban elkészült annak DVD változata is a Deutsche Grammophon kiadásában, Zeffirelli Bajazzók (Pagliacci) rendezésével párosulva.

## Gyártás
Eredetileg az olasz RAI televíziós csatorna készült élő közvetítésre a milánói Teatro alla Scalában, ahol Franco Zeffirelli Parasztbecsülete és a Bajazzók színpadi változata lett volna felvéve, azonban a rendező színpadi adaptáció helyett filmes változatra vágyott. Így hát mindkét operát sikerült felvenni két nap alatt a La Scala színpadán, üres nézőtérrel és tízperces (vagy annál rövidebb) szegmensekben. Zeffirelli később hozzáadott néhány olyan jelenetet, amit utólag vett fel egy milánói filmstúdióban, viszont az eredetiség kedvéért Szicíliában is készített néhány felvételt.

## Reakció
Eredetileg csupán az olasz televízióban lett bemutatva, de később az Egyesült Államok televízióiban is újravetítették a lelkes benyomásoknak köszönhetően.